# International Okinawan Goju-Ryu Karate Federation
De International Okinawan Goju-Ryu Karate Federation (IOGKF) is een organisatie, opgericht door Morio Higaonna, die het traditionele Okinawa goju-ryu probeert te bevorderen. De meeste Okinawaanse goju-ryu-scholen en -docenten zijn hierbij aangesloten. In Nederland staat de IOGKF onder de technische leiding van Sydney Leijenhorst.

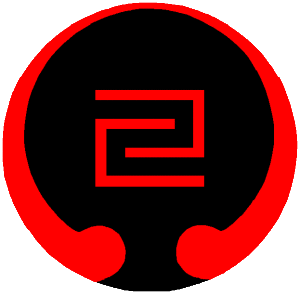
Kenkon, logo IOGKF

De IOGKF heeft ook een eigen logo. Deze wordt voornamelijk gedragen op de linkerborst van de gi. De naam van dit logo is Kenkon. "Ken" staat voor hemel en "kon" voor aarde. De hemel wordt uitgebeeld als rond en de aarde als vierkant. De hemel wordt gerelateerd aan zachtheid en de aarde aan hardheid. Het logo drukt de harmonie tussen deze twee uitersten uit.
Het doel van het IOGKF is les te geven in het traditionele Okinawa Goju-Ryu Karate-do zoals zij het zelf het ook hebben geleerd. De leraren hebben jarenlang veel tijd en energie gestopt in het aanleren van deze stijl zodat ze deze onaangetast kunnen doorgeven aan volgende generaties. Zij eren Chojun Miyagi, die zijn hele leven aan deze stijl heeft gewijd, door deze traditie door te geven.
De grootmeester Morio Higaonna zegt: "Mind – Body – Spirit…Together make Power."

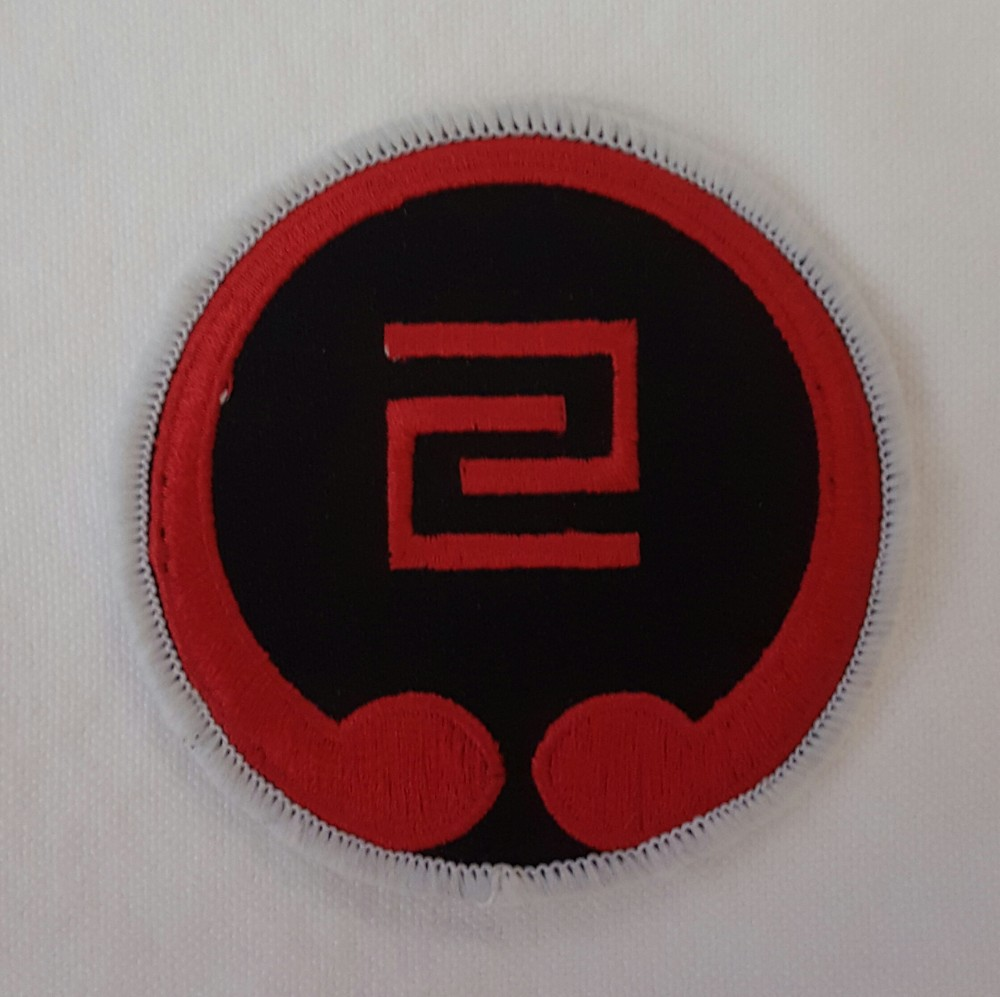
Kenkon op Gi

Het streven van de IOGKF is dat de studenten van binnenuit hun karakter ontwikkelen en tevens hun “inwendige krijger” leren ontdekken.
Een van de principes van de IOGKF is om bij te dragen aan de positieve ontwikkeling van de menselijke conditie. Er wordt voortdurend aandacht besteed aan de basistechnieken, vanaf witte band tot en met de dan-graden. Basistechnieken zijn het fundament van elke krijgskunst en hoe verder een student komt, des te meer zal hij zich realiseren hoe belangrijk een solide fundament is.

## Geschiedenis

### Morio Higaonna (1938)
Morio Higaonna kreeg zijn eerste karatelessen op 14-jarige leeftijd van zijn vader die een Shorin-ryu-stylist was. Een jaar later ging hij trainen met een vriend die twee jaar les had gekregen van Chojun Miyagi. In april 1955 toen hij 16 jaar was, mocht hij trainen in de garden dojo. De lessen werden gegeven door An’ichi Miyagi, er waren circa 10 leerlingen. Hij oefende veel met Saburo Higa, een zeer sterke karateka. Na het behalen van zijn middelbare school ging hij in 1957 werken bij een bank. Maar omdat dit zijn karatetraining in de weg stond, gaf hij zijn baan na een jaar op. Hij trainde 6 dagen per week in de dojo en 's zondags thuis.
Een jaar nadat An’ichi Miyagi de Jundokan had verlaten, kreeg Morio Higaonna een studieplaats voor economie aan de Takushoku-universiteit van Tokio en zo vertrok hij in 1960 naar Japan.

### De Yoyogi Dojo
Na aankomst in Tokio zocht Morio Higaonna ook naar een mogelijkheid om te trainen. Gelukkig gaf een Okinawaanse kennis judoles in de Yoyogi dojo en mocht hij daar komen trainen. Na enkele dagen kwam de eigenaar kijken en deze was zo onder de indruk dat hij Morio Higaonna vroeg om een karateklas te starten. Alhoewel het salaris laag was, accepteerde Morio Higaonna deze kans en begon hij met lesgeven.
Zijn lessen trokken steeds meer leerlingen en de klassen raakten overvol waardoor hij steeds meer dagen les ging geven, uiteindelijk 6 dagen per week. Twee keer per jaar had hij vakantie en ging hij terug naar Okinawa om te trainen met An'ichi Miyagi. Vele hooggegradueerde westerse leraren, waaronder George Andrews uit Groot-Brittannië en Bakkies Laubscher uit Zuid-Afrika, zijn hun training in het Goju-ryu Karate-do in deze periode in de Yoyogi-dojo begonnen.
In 1981 maakte de BBC de documentaire The Way of the Warrior. In de westerse wereld, waar karate inmiddels grotendeels een wedstrijdsport was geworden, bracht dit een schokgolf teweeg. Het traditionele karate van Morio Higaonna, die inmiddels achtste dan was, deed velen realiseren wat ze gemist hadden. De toestroom naar de Yoyogi-dojo was enorm, maar Morio Higaonna besloot korte tijd later om terug te keren naar Okinawa.

### Ontstaan IOGKF
Morio Higaonna werd door vele aanhangers uitgenodigd om les te geven en zo kwam hij in diverse landen. Na enkele jaren ontstond er een kring van karateka’s die zich realiseerden dat, om het traditionele goju-ryu te behouden, een eigen internationale organisatie moest worden opgericht. Met de toestemming van An’ichi Miyagi en vele ander belangrijke Okinawaanse Goju-ryu leraren, wordt in 1979 de International Okinawa Goju-ryu Karate-do Federation (IOGKF) opricht. De IOGKF heeft zich vooral tot doel gesteld het traditionele Goju-Ryu zoals dat door Miyagi Chojun sensei werd onderwezen als Okinawaans cultureel erfgoed te behouden en in zijn meest oorspronkelijke vorm door te geven aan toekomstige generaties karateka.
Toen An’ichi Miyagi in 1985 voor enkele jaren naar Tokio ging, ging Morio Higaonna hem achterna. Hij hoopte in Tokio meer studenten te kunnen bereiken, maar de kosten van levensonderhoud waren astronomisch hoog. In 1987 besloot Morio Higaonna, die in 1980 met een Amerikaanse studente getrouwd was, met zijn gezin naar Californië te verhuizen. Hij wilde met de IOGKF meer mensen kunnen bereiken en dat was makkelijker middels het goede Amerikaanse luchtvaartnetwerk. Bovendien was het levensonderhoud een stuk goedkoper.
Nadat de IOGKF gegroeid was tot een wereldwijde organisatie met tienduizenden studenten, besloot Morio Higaonna in 2000 dat hij terug moest naar de bakermat: Okinawa. Hij geeft daar nog altijd les.

### Opvolging
In juli 2012, na 35 jaar als hoofd van de IOGKF, trad Higaonna Sensei af om een meer adviserende rol in de organisatie op zich te nemen. Hij droeg de titel van Shuseki Shihan (Chairman and Chief Instructor) over aan zijn meest toegewijde student Sensei Tetsuji Nakamura.

### De breuk met Higaonna
In 2022 brak Higaonna abrupt met de IOGKF, de organisatie die hij zelf had opgericht. Zowel IOGKF Nederland, als IOGKF International kozen er voor vrijwel niet openbaar over de kwestie te communiceren, waardoor de gebeurtenissen lastig zijn te reconstrueren. Vermoedelijk na een periode van oplopende spanningen binnen de organisatie, waarin discussies over leiderschap en geld een rol speelden, probeerde een factie in Okinawa met steun van leden van IOGKF USA met in september 2022 het bestuur van de IOGKF International af te zetten in een vijandige overname. De coupe mislukte echter en leidde tot een afsplitsing van een deel van de bond, inclusief Higaonna, naar een nieuwe organisatie TOGKF: een pijnlijke geschiedenis, waarbij dojo's en sensei's wereldwijd gedwongen werden te kiezen waar hun loyaliteit lag. Op 21 februari 2023 meldde IOGKF International in een Facebookbericht dat er valse e-mails in omloop waren waarmee de coupplegers met identiteitsfraude proberen de leden van de bond te beïnvloeden, en waarschuwde leden hier niet op in te gaan .   De Nederlandse dojo's kiezen er echter unaniem voor bij de IOGKF te blijven. In België treed echter wel een scheuring op. Pogingen van IOGKF Chief Instructors, onder leiding van Tetsui Nakamura, om opnieuw aansluiting bij Higaonna te zoeken en de breuk te herstellen mislukken in 2022 en 2023. Daarna drogen de bronnen voor dit lemma op. In het februari nummer van IOGKF International Magazine meldt de IOGKF vice chief instructor, sensei Ernie Molyneux enkel nog dat hij hoopt dat de leden niet teveel geraakt zijn door de ontwikkelingen van de maanden daarvoor, maar dat de agenda weer vol staat met stages voor het komend jaar.
Het is altijd onduidelijk gebleven welke rol Higaonna zelf in deze scheuring had. Mondelinge bronnen binnen IOGKF Nederland vertelden dat direct contact met Higaonna sinds de couppoging aanzienlijk lastiger te verkrijgen was dan voorheen. Hij had ook al jaren geen actieve rol meer in het bestuur van de IOGKF. Al met al lijkt de IOGKF het slachtoffer te zijn geworden van interne machtsstrijd zoals die in sterk hiërarchische organisaties vaker voorkomen, op het moment dat de sterke leider op leeftijd raakt en een stap terug doet. Eenzelfde strijd heeft oveirgens bij de IOGKF ook eerder al eens plaatsgevonden rond het leiderschap van Sensei An'Ichi Miyagi.

## Nederland
Ook Nederland kent een afdeling van de IOGKF. De IOGKF-Nederland vertegenwoordigt als enige organisatie in Nederland het Okinawa Goju-Ryu Karate-do. Leden van IOGKF-Nederland houden dojos (oefenzalen) in Amsterdam, Brunssum, Geldermalsen, Tiel, Nijmegen, Nijmegen Dukenburg ,Wageningen, Lienden, Elst (Utrecht), Rhenen en Groningen. De chief-instructor voor Nederland is op dit moment Sensei Sydney Leijenhorst, 6e dan, uit Wageningen.